# Iszym (rzeka)
Iszym (ros. Иши́м, kaz. Есіл) – rzeka w północnym Kazachstanie i w Rosji zauralskiej, lewy dopływ Irtyszu. Jej długość wynosi 2450 km, powierzchnia zlewni 177 tys. km², średni przepływ (215 km od ujścia) 56,3 m³/s, a maksymalny przepływ 686 m³/s. Charakteryzuje się śnieżnym reżimem zasilania, z maksimum w maju i czerwcu.
Źródła Iszymu leżą w górach Nijaz w północnej części centralnego Pogórza Kazachskiego. W górnym biegu w większości obiera kierunek zachodni oraz północno-zachodni i płynie w wąskiej dolinie o stromych brzegach, przecinając m.in. stolicę Kazachstanu Astana. Następnie koło miasta Atbasar zmienia kierunek na południowo-zachodni, po czym za Dierżawińskiem robi zwrot na północ i północny wschód. Wypływa na Step Iszymski na Nizinie Zachodniosyberyjskiej, przepływa przez Pietropawłowsk, przecina granicę kazachsko-rosyjską, miasto Iszym i uchodzi do Irtyszu koło wsi Ust-Iszym. W dolnym biegu dolina Iszymu jest bagnista, wiosną rzeka rozlewa się do 15 km szerokości. Zamarza w listopadzie, rozmarza w kwietniu lub maju. Największe dopływy to Kołuton, Żabaj, Akkanburłuk, Tersakkan.
Rzeka jest żeglowna na odcinku 270 km w górę od Pietropawłowska i około 100 km przed ujściem (w dół od Wikułowa).
Na rzece dwa zbiorniki retencyjne: Wiaczesławski i Siergiejewski. Jej wody są wykorzystywane jako pitne i do nawodnienia pól.
Główne dopływy są prawe: Kołuton, Żabaj, Akkanburłuk
Miasta nad rzeką: w Kazachstanie Astana, Pierwomajka, Siergiejewka, Dierżawińsk, Siergiejewka, Pietropawłowsk; w Rosji Iszym, Bałagany, Kargały, Ust-Iszym.